# Sfântul Vincențiu și Grenadinele
Sfântul Vincențiu și Grenadinele sau Saint Vincent și Grenadinele (în engleză Saint Vincent and the Grenadines) este o țară insulară în lanțul Antilelor Mici, în partea de sud a Insulelor Windward, care se află la capătul sudic al frontierei de est a Mării Caraibelor unde aceasta întâlnește Oceanul Atlantic.

## Date generale
Este un teritoriu de 389 km2 alcătuit din insula principală Sfântul Vincențiu și două treimi din Insula Grenadine, care sunt un lanț de insule mai mici ce se întinde de la sud de Insula Sfântul Vincențiu către Grenada. La nord de Sfântul Vincențiu se află Sfânta Lucia, la est de Barbados. Sfântul Vincențiu și Grenadine sunt dens populate (peste 300 locuitori/km²) având 120.000 de persoane. Capitala este Kingstown, care este, de asemenea, principalul său port. Țara are o istorie colonială franceză și britanică, iar acum este stat în interiorul organizației Commonwealth și Comunității Caraibelor (CARICOM).

## Istoria
Insula denumită de europeni după diaconul Vincențiu a fost numită Hairouna ("Pământul celor binecuvântați") de către nativii caraibieni. Caraibienii au împiedicat agresiv așezarea europenilor pe insulă până în secolul al XVIII-lea. La acel moment, foștii sclavi africani, care au fost fie naufragiați sau care au evadat din Barbados sau Sfânta Lucia și Grenada, au căutat refugiu pe insula Sfântul Vincențiu. Ei s-au amestecat cu caraibienii și au devenit cunoscuți sub numele de garifuna sau caraibieni negri.
Începând din 1719 coloniștii francezi au obținut controlul asupra insulei Sfântul Vincențiu și au început cultivarea de cafea, tutun, indigo, bumbac și trestie de zahăr. Aceste plantații au fost lucrate de sclavi africani. În 1763, Franța a cedat controlul insulei englezilor. Cu toate acestea, francezii au reinvadat insula în 1779. Francezii au recâștigat controlul după debarcarea de la Calliaqua, lângă Fortul Duvernette. Englezii au recâștigat în cele din urmă insula în temeiul tratatelor de la Versailles (1783). Aceste tratate au fost tratate auxiliare la Tratatul de la Paris (1783), prin care Marea Britanie a recunoscut în mod oficial sfârșitul Revoluției americane.
Între 1783 și 1796 a existat un conflict între britanici și negrii caraibieni, care au fost conduse de Joseph Chatoyer. În 1796 generalul britanic Sir Ralph Abercromby a pus capăt conflictului, strivind o revoltă a cărei principal instigator a fost francezul Hugues Victor. Mai mult de 5.000 de negri caraibieni au fost deportați în cele din urmă la Roatán, o insulă din largul coastelor Honduras.
Sclavia a fost abolită în 1834. A urmat o perioadă de ucenicie, care s-a încheiat în 1838. După terminarea acesteia, rezultatul a fost scăderea forței de muncă pe plantații, iar acest lucru a dus la imigrarea muncitorilor din alte țări către insula Sfântul Vincențiu. La sfârșitul anilor 1840 mulți imigranți portughezi au ajuns din Madeira și între 1861 și 1888 au sosit muncitori din India de Est. Condițiile au rămas aspre atât pentru foștii sclavi cât și pentru lucrătorii imigranți agricoli, scăderea prețului zahărului în lume a făcut ca economia să stagneze până la începutul secolului.
De la 1763 până la independență, în 1979, Sfântul Vincențiu a trecut prin diferite etape ale statutului colonial sub britanici. Un reprezentant a fost autorizat în 1776, guvernul coloniei coroanei a fost instalat în 1877, un consiliu legislativ a fost creat în 1925, și sufragiul universal pentru adulți a fost acordat în 1951.
În timpul perioadei sale de control al insulei Sfântul Vincențiu, britanicii au făcut mai multe încercări eșuate de a afilia insula cu alte insule Windward. Acest lucru ar fi simplificat controlul Marii Britanii asupra regiunii printr-o administrare unificată. În anii 1960, mai multe insule regionale sub control britanic, inclusiv Sfântul Vincențiu, au făcut, de asemenea, o încercare de a se unifica independent. Unificarea ar fi fost numită Federația Indiile de Vest și ar fi fost rezultatul dorinței de a-și câștiga libertatea de sub dominația britanică. Încercarea a eșuat în 1962.

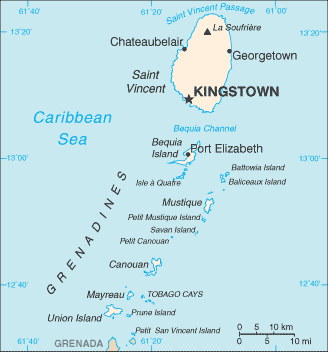
Harta Sfântul Vincențiu și Grenadinele

Insulei Sfântul Vincențiu i-a fost acordat de către Marea Britanie statutul de "asociat al statalității" pe 27 octombrie 1969. Acest lucru i-a dat insulei Sfântul Vincențiu controlul complet asupra afacerilor sale interne. La data de 27 octombrie 1979, în urma unui referendum, Sfântul Vincențiu și Grenadinele au devenit ultimele din Insulele Windward care și-au obținut independența.
Dezastrele naturale au făcut parte din istoria țării. În 1902 vulcanul La Soufrière a erupt, provocând moartea a 2.000 de persoane. Multe terenuri agricole au fost avariate, iar economia s-a deteriorat. În aprilie 1979, vulcanul La Soufrière a erupt din nou. Deși nimeni nu a fost ucis, mii de oameni au fost evacuați, și din nou au existat pagube agricole. În 1980 și 1987, uraganele au compromis plantațiile de pe care se recoltau banane și nuci de cocos. 1998 și 1999 au văzut, de asemenea, uragane foarte active, cu uraganul Lenny în 1999, care a provocat pagube importante pe coasta de vest a insulei.
La data de 25 noiembrie 2009, a avut loc un referendum, în care alegătorii au fost invitați să aprobe o nouă constituție, care ar transforma țara într-o republică, înlocuind-o pe Regina Elisabeta a II-a din calitatea de șef al statului, cu un președinte. O majoritate de două treimi a fost necesară, dar referendumul a fost respins deoarece a avut 29.019 voturi (55,64 la sută) împotrivă și 22.493 voturi (43,13 la sută) pentru.

## Politică
Sfântul Vincențiu și Grenadinele este o democrație parlamentară și monarhie constituțională în cadrul Commonwealthul Națiunilor, cu Regina Elisabeta a II-a ca șef al statului, care poartă titlul de Regina Sfântului Vincențiu și Grenadinele. Regina nu are reședința în insule și este reprezentată în țară de către Guvernatorul General al Sfântului Vincențiu și Grenadinele, în prezent Sir Frederick Ballantyne.
Biroul Guvernatorului General are cea mai mare parte a funcțiilor ceremoniale, inclusiv prin deschiderea "Casei Adunării" și numirea oficialilor guvernamentali. Controlul guvernului revine Prim Ministrului ales și cabinetului lui sau al ei. Există o opoziție parlamentară care este condusă de liderul opoziției. Actualul prim ministru este Dr. Ralph Gonsalves.
Țara nu are formal forțe armate, deși poliția include o unitate specială de servicii.
Sfântul Vincențiu și Grenadinele este un membru cu drepturi depline și face parte din Comunitatea Caraibelor (CARICOM), Alianța Bolivariană pentru America (ALBA) și Organizația Statelor Est-Caraibiene (OECS). Alegerile generale ale țării au avut loc pe 13 decembrie 2010.

## Geografia

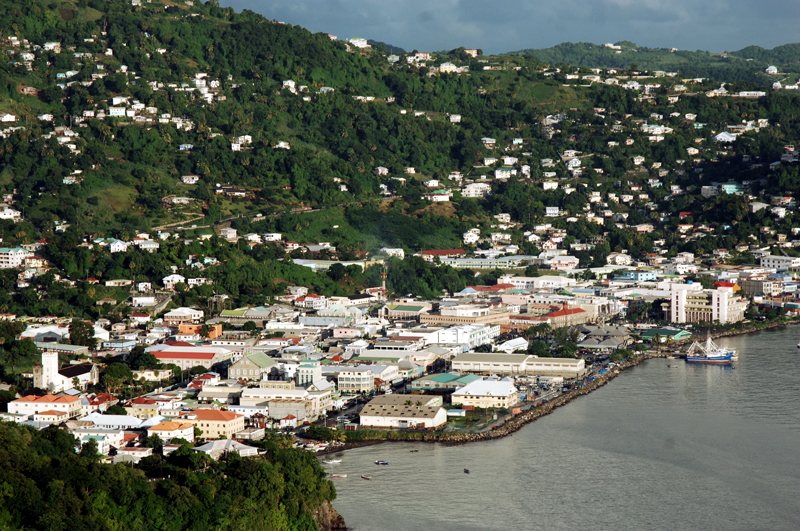
Kingstown

### Diviziuni administrative

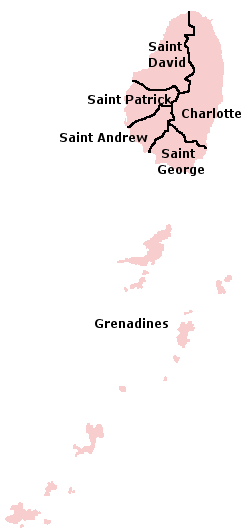
Parohiile

Administrativ, Sfântul Vincențiu și Grenadinele este împărțită în șase parohii. Cinci parohii sunt pe insula Sfântul Vincențiu, în timp ce a șasea este alcătuită din restul insulelor. Kingstown este situat în parohia Sfântul Gheorghe și este capitala și centrul administrativ central al națiunii. Charlotte este cea mai mare parohie.
| Parohia       | Capitala       |
| ------------- | -------------- |
| Charlotte     | Georgetown     |
| Grenadines    | Port Elizabeth |
| Saint Andrew  | Layou          |
| Saint David   | Chateaubelair  |
| Saint George  | Kingstown      |
| Saint Patrick | Barrouallie    |

## Economie

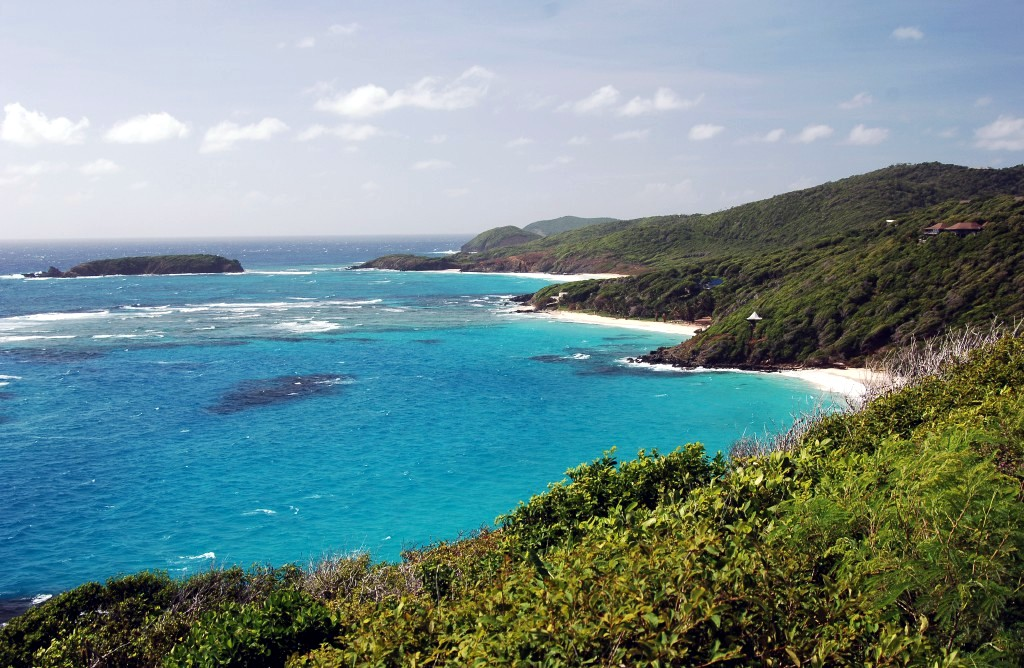
Insula Mustique

Agricultura, dominată de producția de banane, este cel mai important sector al economiei acestei mici țări cu venituri medii. Sectorul serviciilor, bazat mai ales pe o industrie turistică în creștere, este de asemenea important. Guvernul nu a avut succes la introducerea de noi industrii, și o rată ridicată a șomajului de 22% continuă să creeze probleme. Dependența continuă de o singură cultură reprezintă cel mai mare obstacol în calea dezvoltării insulelor. Furtuni tropicale au șters porțiuni importante din culturi atât în 1994, cât și 1995.
Sectorul turismului are un potențial considerabil pentru dezvoltare în următorul deceniu. Recenta filmare a filmului "Pirații din Caraibe " pe insulă, de asemenea, a contribuit la creșterea turismului și expune țara către lumea largă. Creșterea recentă a fost stimulată de puternica activitate în sectorul de construcții și o îmbunătățire în turism.
Un nou impuls este de așteptat să fie furnizat de noul aeroport internațional, care este în prezent în construcție. Există un sector de producție mic și un sector financiar mic care a creat îngrijorări din cauza legilor privind secretul bancar. În plus, nativii din Bequia sunt autorizați să vâneze până la patru balene cu cocoașă pe an, în cadrul cotelor de subzistență.

## Demografie

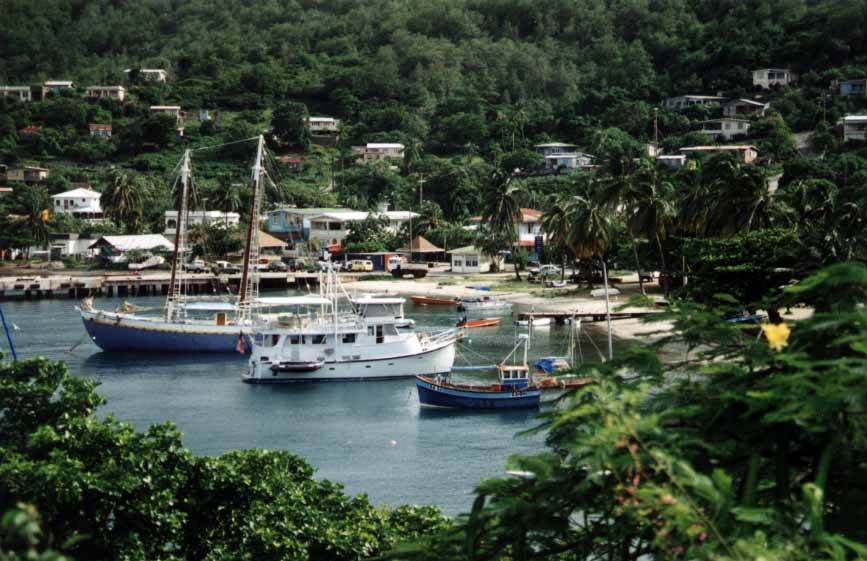
Portul Elizabeth, Bequia.

Populația astfel cum s-a stabilit în iulie 2009 a fost de 104.574. Compoziția etnică a fost astfel: 66% persoane de culoare, 20% de origine mixtă, 6% din India de Est, 4% caucaziene (în principal origine portugheză), 2% amerindieni caraibieni și 3% alte origini etnice. Cei mai mulți sunt descendenți ai oamenilor din Africa care au fost aduși pe insulă pentru a lucra plantațiile. Există alte grupuri etnice, cum ar fi cei de origine portugheză (din Madeira) și cei de origine indiană (India de Est), aceste grupuri au fost aduse pentru a lucra pe plantații după abolirea sclaviei de britanici, mai există și sirieni care trăiesc pe insulă. Există, de asemenea, o populație în creștere din China și o minoritate considerabilă de rase mixte.
Sfântul Vincențiu și Grenadinele are o rată înaltă de emigrare. Cu șomajul extrem de ridicat și sub-ocuparea, creșterea populației rămâne o problemă majoră.

### Limba
În timp ce limba oficială este limba engleză, localnicii vorbesc un dialect cunoscut sub numele de creola vicențiană. Engleza este utilizată, în educație, guvernare, religie și alte domenii formale, în timp ce creola este folosită în situații neoficiale, acasă și între prieteni. Diferite grupuri etnice, de asemenea, încă mai folosesc limba lor maternă, cum ar fi portugheza și bhojpuri (dialect indian).

## Sport
Sfântul Vincențiu și Grenadinele are o ligă de fotbal proprie, și anume NLA Premier League, și, de asemenea, o echipă de fotbal națională. Cel mai bun fotbalist al țării este Ezra Hendrickson, care este fostul căpitan al echipei naționale. El a jucat la mai multe cluburi din SUA și acum este antrenor secund la MLS Seattle Sounders FC.
Sfântul Vincențiu și Grenadinele are de asemenea o echipă națională de rugby, echipă ce se află pe locul 74 în lume.

## Muzica
Muzica din Sfântul Vincențiu și Grenadinele include toba mare, calypso, soca, steelpan și, de asemenea, reggae. 
Imnul național este "St Vincent Land So Beautiful", care a fost adoptat după independența din 1979, a fost scris de Phyllis Joyce McClean Punnett iar muzica a fost a lui Joel Bertram Miguel.

## Comunicațiile
În 2005 Sfântul Vincențiu și Grenadinele a avut 22.500 de linii telefonice terestre. Sistemul său de telefonie terestru este complet automat și acoperă întreaga insulă și toate insulele Grenadine locuite. În 2004, existau 57.000 de telefoane mobile. Există acoperire pentru telefonie mobilă în majoritatea insulelor.
Țara are doar nouă posturi de radio FM și o stație AM. Ea are o stație de televiziune și un singur furnizor de televiziune prin cablu. 

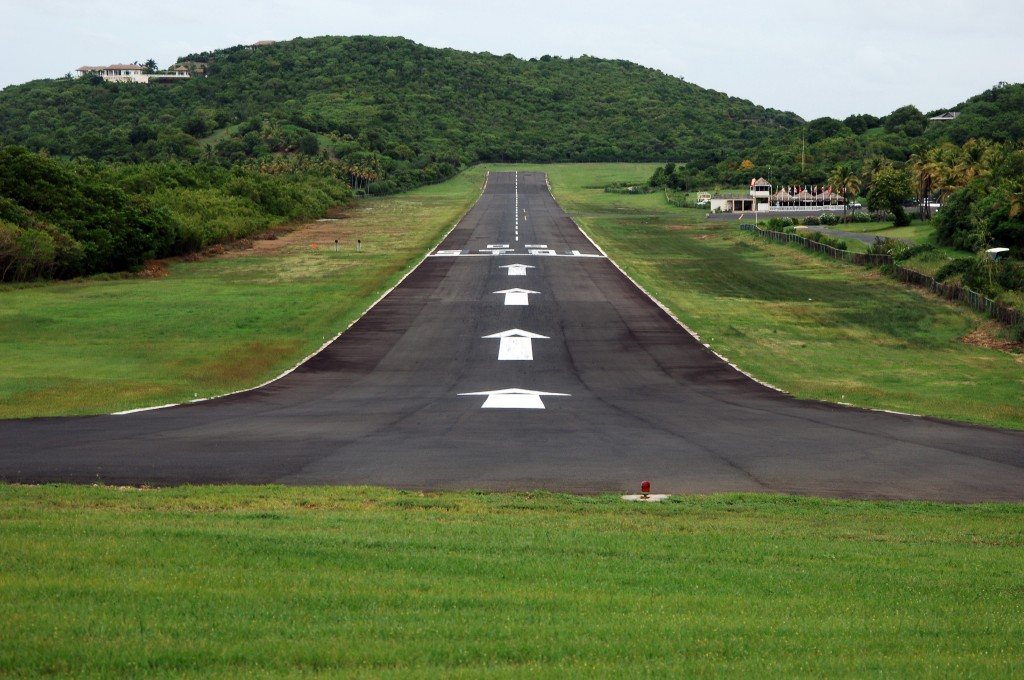
Pista aeroportului Mqs

- NBC
- Star FM
- WEFM
- Hitzfm
- HotFM Arhivat în 11 martie 2011, la Wayback Machine.
- Praise FM